# Canoa/kayak ai Giochi della XXX Olimpiade - K1 1000 metri maschile
La gara di velocità K1, 1000 metri, per Londra 2012 si è svolta al Dorney Lake dal 6 all'8 agosto 2012.

## Programma
| Data                    | Ora         | Round               |
| ----------------------- | ----------- | ------------------- |
| Lunedì 6 agosto 2012    | 09:30 10:58 | Batterie Semifinali |
| Mercoledì 8 agosto 2012 | 09:30       | Finale              |

## Risultati

### Batterie

#### Batteria 1
| Pos. | Atleta             | Paese         | Tempo    | Note |
| ---- | ------------------ | ------------- | -------- | ---- |
| 1    | Adam van Koeverden | Canada        | 3'28"697 | Q    |
| 2    | Marko Tomićević    | Serbia        | 3'30"693 | Q    |
| 3    | Miroslav Kirchev   | Bulgaria      | 3'30"768 | Q    |
| 4    | Jorge García       | Cuba          | 3'30"852 | Q    |
| 5    | Tim Brabants       | Gran Bretagna | 3'31"869 | Q    |
| 6    | Pavel Nikolaev     | Russia        | 3'35"466 |      |
| 7    | Maximilian Benassi | Italia        | 3'35"543 |      |
| 8    | Joshua Utanga      | Isole Cook    | 4'32"064 |      |

#### Batteria 2
| Pos. | Atleta              | Paese         | Tempo    | Note |
| ---- | ------------------- | ------------- | -------- | ---- |
| 1    | Anders Gustafsson   | Svezia        | 3'34"419 | Q    |
| 2    | Ben Fouhy           | Nuova Zelanda | 3'35"610 | Q    |
| 3    | Aleh Jurenia        | Bielorussia   | 3'36"012 | Q    |
| 4    | Zhou Yubo           | Cina          | 3'36"994 | Q    |
| 5    | Francisco Cubelos   | Spagna        | 3'37"791 | Q    |
| 6    | Ahmad Reza Talebian | Iran          | 3'39"504 |      |
| 7    | Mostafa Mansour     | Egitto        | 4'09"651 |      |

#### Batteria 3
| Pos. | Atleta              | Paese      | Tempo    | Note |
| ---- | ------------------- | ---------- | -------- | ---- |
| 1    | René Holten Poulsen | Danimarca  | 3'30"284 | Q    |
| 2    | Max Hoff            | Germania   | 3'30"709 | Q    |
| 3    | Eirik Verås Larsen  | Norvegia   | 3'31"288 | Q    |
| 4    | Mohamed Ali Mrabet  | Tunisia    | 3'32"204 | Q    |
| 5    | Cyrille Carré       | Francia    | 3'32"705 | Q    |
| 6    | Murray Stewart      | Australia  | 3'32"768 | q    |
| 7    | Marek Krajčovič     | Slovacchia | 3'39"649 |      |

### Semifinali

#### Semifinale 1
| Pos. | Atleta              | Paese         | Tempo    | Note |
| ---- | ------------------- | ------------- | -------- | ---- |
| 1    | Adam van Koeverden  | Canada        | 3'28"209 | Q    |
| 2    | Eirik Verås Larsen  | Norvegia      | 3'29"547 | Q    |
| 3    | René Holten Poulsen | Danimarca     | 3'30"247 | Q    |
| 4    | Tim Brabants        | Gran Bretagna | 3'30"769 | Q    |
| 5    | Miroslav Kirchev    | Bulgaria      | 3'30"818 |      |
| 6    | Ben Fouhy           | Nuova Zelanda | 3'32"572 |      |
| 7    | Zhou Yubo           | Cina          | 3'36"163 |      |
| 8    | Cyrille Carré       | Francia       | 3'38"981 |      |

#### Semifinale 2
| Pos. | Atleta             | Paese       | Tempo    | Note |
| ---- | ------------------ | ----------- | -------- | ---- |
| 1    | Max Hoff           | Germania    | 3'29"294 | Q    |
| 2    | Aleh Jurenia       | Bielorussia | 3'29"825 | Q    |
| 3    | Anders Gustafsson  | Svezia      | 3'31"149 | Q    |
| 4    | Francisco Cubelos  | Spagna      | 3'31"833 | Q    |
| 5    | Jorge García       | Cuba        | 3'31"937 |      |
| 6    | Murray Stewart     | Australia   | 3'32"975 |      |
| 7    | Marko Tomićević    | Serbia      | 3'43"589 |      |
| 8    | Mohamed Ali Mrabet | Tunisia     | 3'44"545 |      |

### Finali

#### Finale B
| Pos. | Atleta             | Paese         | Tempo    | Note |
| ---- | ------------------ | ------------- | -------- | ---- |
| 1    | Jorge García       | Cuba          | 3'29"938 |      |
| 2    | Marko Tomićević    | Serbia        | 3'30"754 |      |
| 3    | Miroslav Kirchev   | Bulgaria      | 3'33"051 |      |
| 4    | Cyrille Carré      | Francia       | 3'33"513 |      |
| 5    | Mohamed Ali Mrabet | Tunisia       | 3'33"515 |      |
| 6    | Ben Fouhy          | Nuova Zelanda | 3'34"710 |      |
| 7    | Zhou Yubo          | Cina          | 3'36"110 |      |
| 8    | Murray Stewart     | Australia     | 3'40"834 |      |

#### Finale A
| Pos. | Atleta              | Paese         | Tempo    | Note |
| ---- | ------------------- | ------------- | -------- | ---- |
|      | Eirik Verås Larsen  | Norvegia      | 3'26"462 |      |
|      | Adam van Koeverden  | Canada        | 3'27"170 |      |
|      | Max Hoff            | Germania      | 3'27"759 |      |
| 4    | René Holten Poulsen | Danimarca     | 3'29"483 |      |
| 5    | Anders Gustafsson   | Svezia        | 3'29"919 |      |
| 6    | Aleh Jurenia        | Bielorussia   | 3'32"396 |      |
| 7    | Francisco Cubelos   | Spagna        | 3'32"521 |      |
| 8    | Tim Brabants        | Gran Bretagna | 3'34"833 |      |